# Jesper Tynell
Jesper Tynell (født 30. juni 1971) er en dansk journalist og forfatter.
Tynell er uddannet cand.mag. i historie og cand.comm. fra Roskilde Universitetscenter. Han har siden 2003 været ansat i Danmarks Radio som fagmedarbejder på Orientering på P1, hvor han bl.a. har arbejdet med social- og retspolitik og fokuseret på demokrati, magt og forvaltning ud fra et juridisk perspektiv. Et arbejde, der ikke sjældent har ført til genoptagelse af sager, ændringer af afgørelser, regler og lign.  
I dag arbejder han mere generelt som undersøgende journalist i DR og laver i den forbindelse både radio-, tv, artikler og podcasts med fokus på demokrati og forvaltning. 
Forfatter til bl.a. bogen 'Mørkelygten - embedsmænd fortæller om politisk tilskæring af tal, jura og fakta', der dokumenterer, hvordan der både i teori og praksis er vide rammer for, hvordan danske embedsmænd kan få besked på at agere i strid med loven og afgive vildledende oplysninger til Folketinget og offentligheden (1. udgave 2014, udvidet 2. udgave i 2016). Bogen har blandt andet fået Folketinget til at ansætte flere egne embedsmænd for at styrke sig selv over for regeringsmagten.  
I 2022 udgav han bogen ’Af hensyn til erhvervslivet’. Bogen handler om, hvordan hensyntagen til kræfter i dansk erhvervsliv banede vejen for svindel med udbytteskat og forhindrede skattemyndighedernes embedsmænd i at lukke de huller i kontrollen, som blev udnyttet til at tømme statskassen for mere end 12,7 milliarder kroner. Bogen blev af Altinget udråbt til en af årets bedste politiske bøger og blev i Børsen sat på listen over årets bedste ledelsesbøger.  
Det danske spor i tv-serien 'Andre Folks Penge' fra 2025 er inspireret af bogen 'Af hensyn til erhvervslivet' fsva. plot, scener, karakterer, dokumenter, pointer og replikker.
Tynell har desuden bidraget til bøger om viden, magt og ledelse i moderne virksomheder. 
I januar 2010 modtog han Cavlingprisen. Inden da havde Tynell i november 2009 modtaget FUJ-prisen af Foreningen for Undersøgende Journalistik. Begge priser fik han for sit arbejde med gennem 15 radioindslag at afdække, hvordan Beskæftigelsesministeriet under den daværende beskæftigelsesminister Claus Hjort Frederiksen (V) brød loven, bestilte misvisende tal, slettede belastende dokumenter og vildledte Folketinget. Serien blev samlet under overskriften 'Ministerens mindre demokratiske metoder' og findes også i en sammenfattende radiodokumentar.  
I 2010 modtog Jesper Tynell tillige Det Journalistiske Fellowship ved Center for Journalistik ved Syddansk Universitet og modtog ligeledes også DVIP-KUA's pris 2010. I 2013 modtog han Hal Koch-prisen for sit journalistiske arbejde og for sit arbejde for offentlighed i forvaltningen. I 2014 modtog han Ebbe Kløvedal Reichs Demokratistafet. I 2015 modtog han Blixen-prisen for bogen 'Mørkelygten' og efterfølgende modtog han også FUJ-prisen for bogen. Optaget i Kraks Blå Bog i 2016. I 2018 modtog han Carsten Nielsen-legatet for med sit arbejde at bidrage med en markant stemme i samfundsdebatten. 
I januar 2019 var han nomineret til Cavlingprisen for serien 'Demokratiets blinde øje', der optrevler, hvordan en række undersøgelseskommissioner er blevet afskåret fra afgørende materiale vedrørende de sager, de er sat til at undersøge. Serien sætter velbegrundet spørgsmålstegn ved undersøgelseskommissioners evne til at komme til bunds i fx de ulovligheder, de undersøger. Serien førte blandt andet til gen-nedsættelse af Tibet-kommissionen. 
I 2022 var han blandt de nominerede til Publicistprisen.
I 2023 var han nomineret til Publicistklubbens Dokumentarpris for bogen 'Af hensyn til erhvervslivet', som han samme år modtog TGF-fondens legat for.
Jesper Tynell har siden 2024 været medlem af Cavlingkomitéen.